# Nokia 2610
De Nokia 2610 behoort tot Nokia's instapmodellen. Het toestel is voorzien van verschillende functies voor het gemakkelijk beheren van je sms'jes en een geïntegreerde handsfree speaker en spraakrecorder. De telefoon weegt 91 gram.